# Chiesa di San Giorgio (Croviana)
La chiesa di San Giorgio è la parrocchiale di Croviana in Trentino. Fa parte della zona pastorale delle Valli del Noce nell'arcidiocesi di Trento e risale al XIII secolo.

## Storia

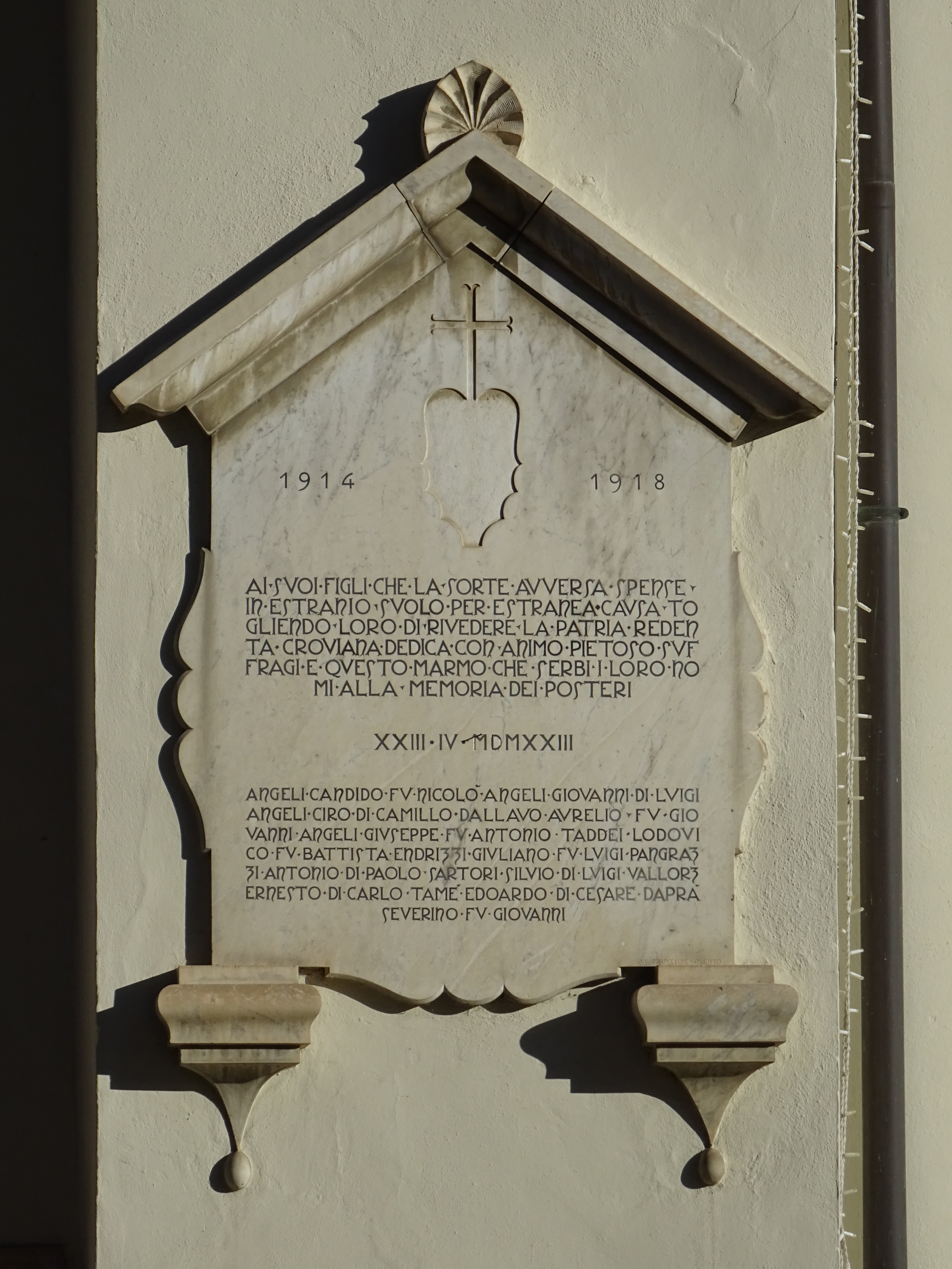
Lapide in memoria dei Caduti durante il primo conflitto mondiale.

L'attuale chiesa di S. Giorgio fu costruita alla fine del '400 e consacrata nel 1503, mentre nel 1527 venne consacrato l'altare sotto il nome dei santi Fabiano, Sebastiano, Rocco e Giorgio. Nel 1611 fu eretta la cappella di S.Michele da parte del barone Giovanni Battista Pezzen che ha eseguito le richieste fatte nel testamento dal fratello Bartolomeo. Però, come successe per gli alunnati, con la modifica fatta nel 1720 al testamento di Bartolomeo Pezzen anche la gestione della Cappella ne ha risentito. Difatti gli abitanti di Croviana si trovarono nell'impossibilità di partecipare alle S.Messe quotidiane per la mancanza del Sacerdote che doveva essere pagato con il lascito del Pezzen. Il 4 luglio 1901 il Comune di Croviana mando una lettera al Reverendissimo Principesco Vescovile Ordinariato in Trento che così citava: "All'amministratore del Beneficio Pezzen di Croviana il molto reverendissimo Parroco Decano di Malé (Italia) Don Pietro Valentinelli spedirà il Decreto 21 maggio 1901 col quale gli si ingiunge di spedire tosto a codesto Ordinariato l'avanzo cassa verificatosi alla fine dell'anno 1900 in Corone 398.36. 

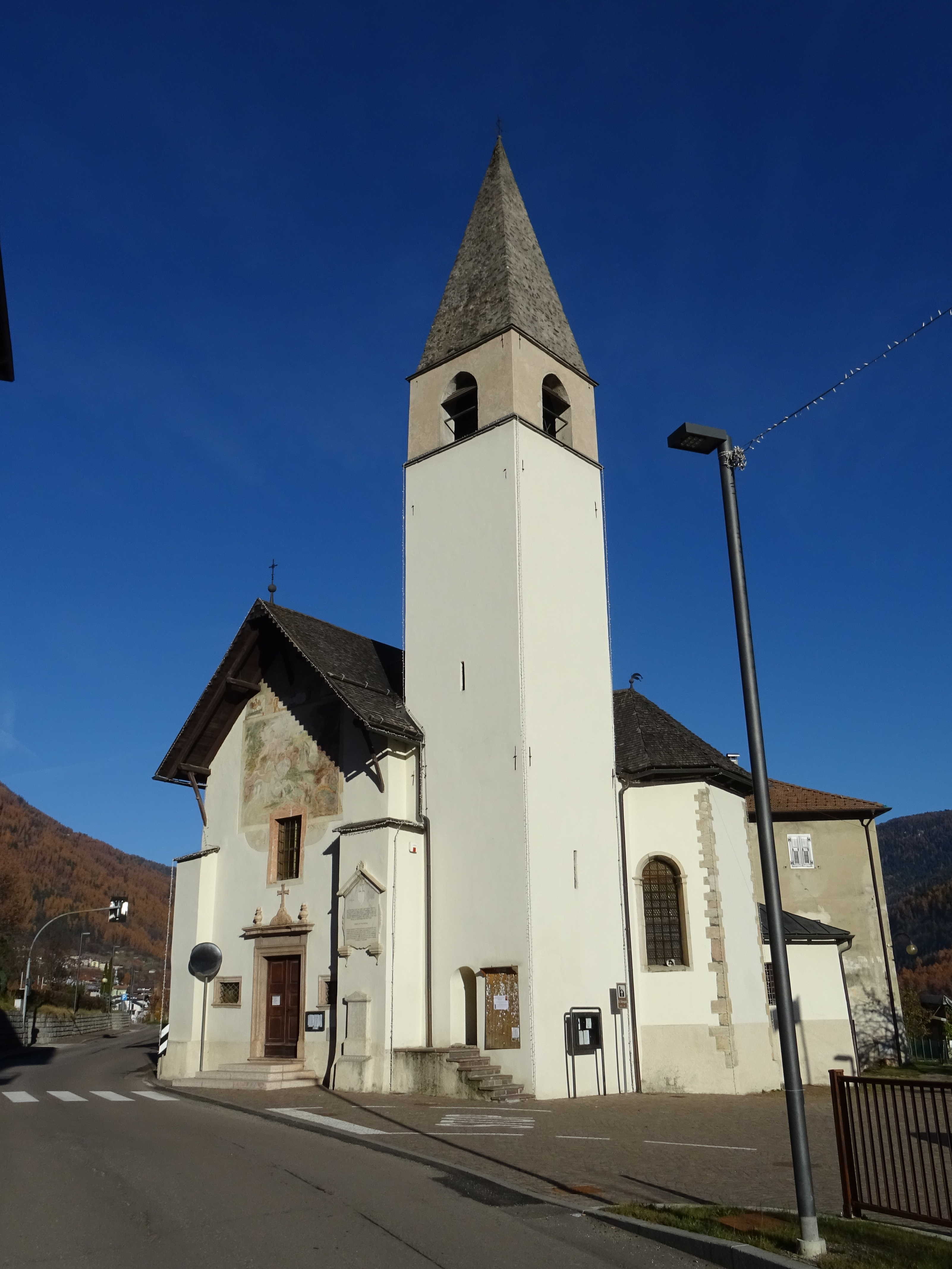
Chiesa di San Giorgio con la sua torre campanaria vista da destra.

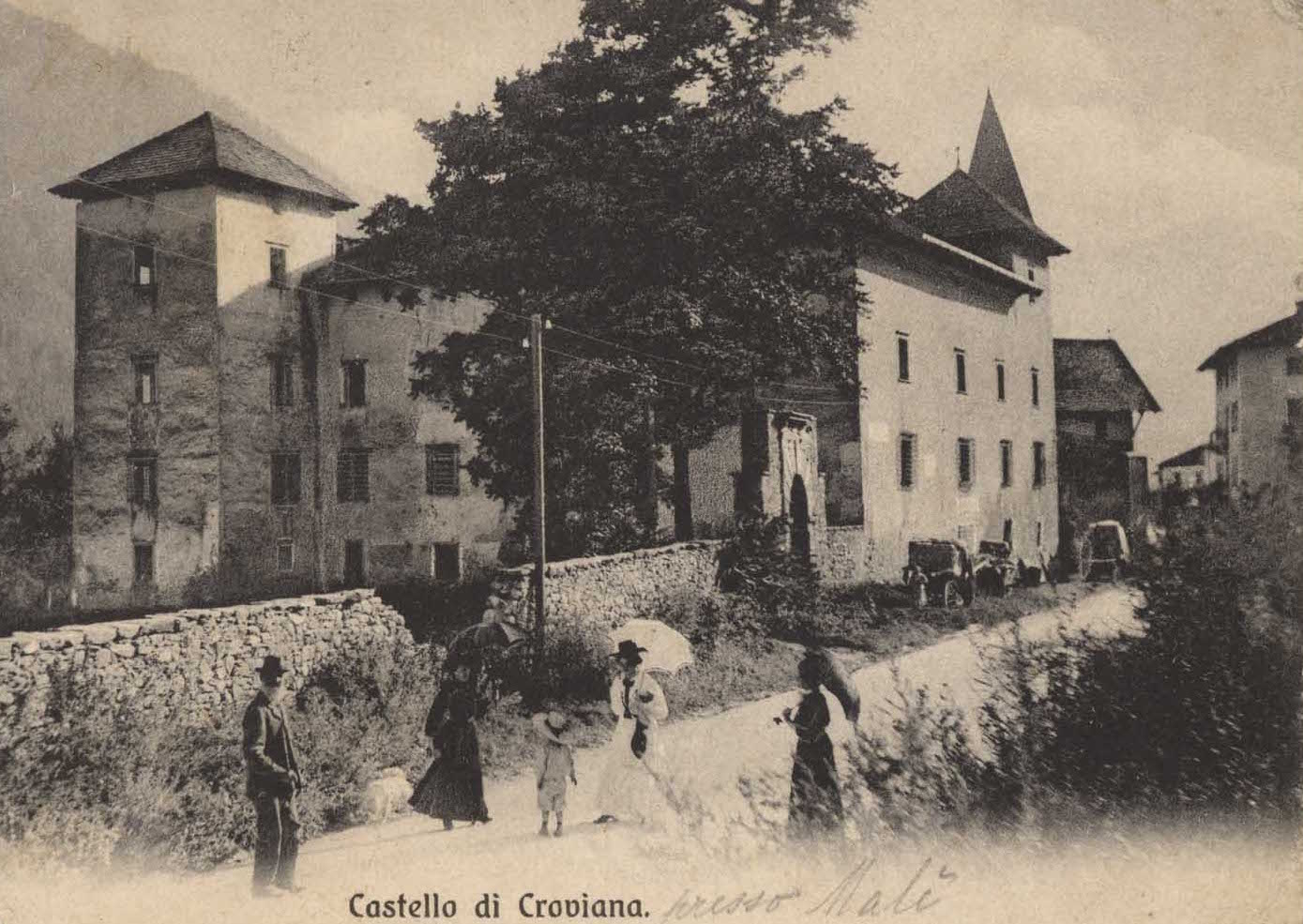
Castello di Croviana in un'immagine del 1911. Sulla destra si vede la copertura apicale della torre campanaria della chiesa di San Giorgio.

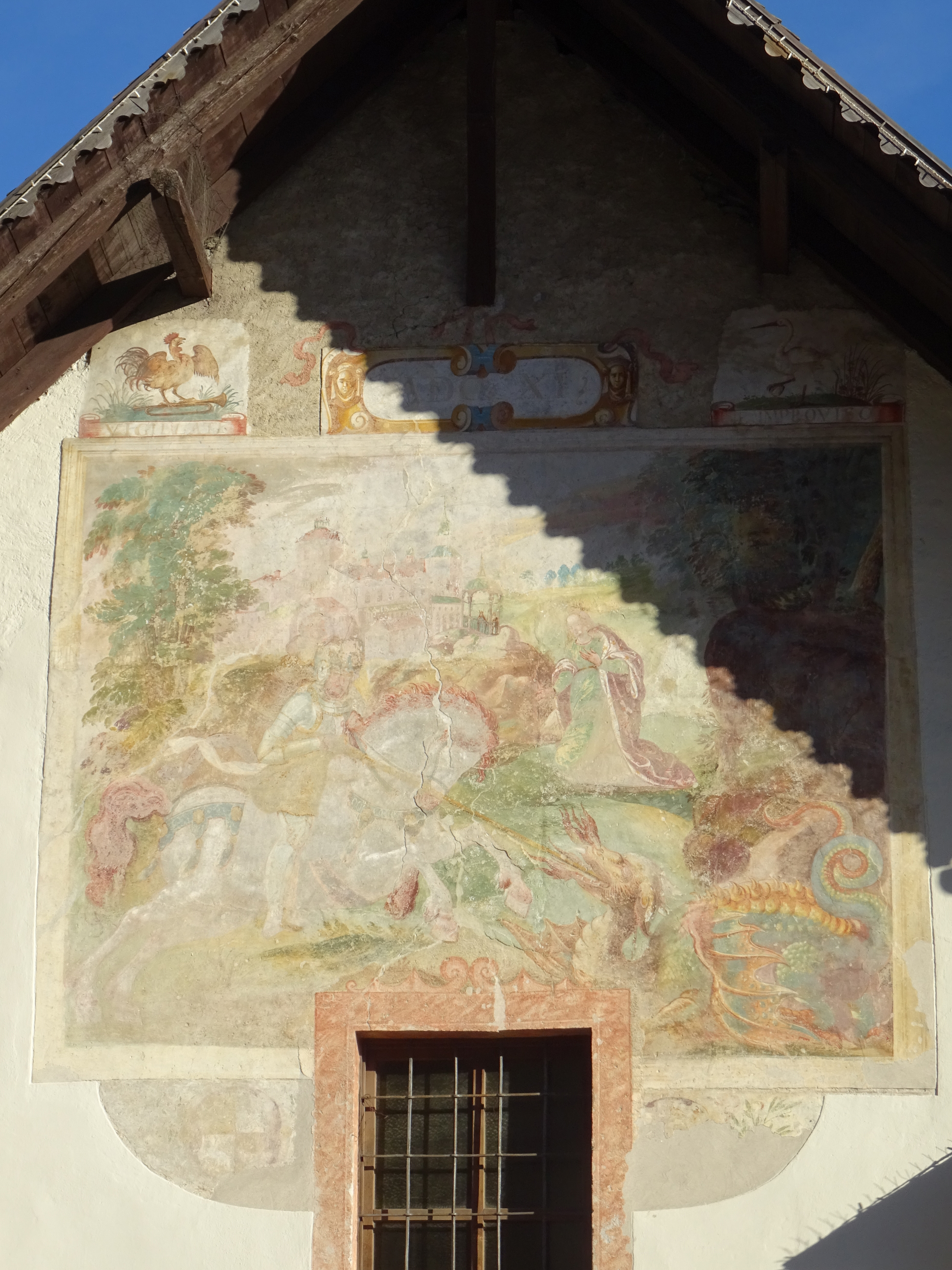
Affresco sulla facciata.

Il Fondatore di questo Beneficio col suo testamento disponeva che le rendite del Capitale da esso disposto debbano essere impiegate oltreché per la ivi contemplata scuola anche pel mantenimento della Cappella, e per pagare il Sacerdote che nella stessa celebrerà quotidianamente. Volontà espressa quindi dal fondatore e quella che cogli avanzi non potendosi mantenere un sacerdote siano fatte celebrare tante Sante Messe nella chiesa di Croviana, e precisamente nella Cappella dei Conti Pezzen. Il pretendere quindi ora che gli avanzi attuali siano spediti a codesto Principesco Vescovile Ordinariato e infrangere la volontà del testatore, i diritti dei parenti e di tutti i comunisti di Croviana, i quali coll'istituzione del Beneficio in parola, e per la pratica fino qui seguita hanno acquisito il diritto che le Sante Messe vengano celebrate nella Chiesa di Croviana e nell'apposita Cappelle.
Sarà noto a questo Ordinariato che in Croviana non vi sono sacerdoti e che quindi la popolazione resta la maggior parte dei giorni impedita di poter intervenire alla celebrazione della Santa Messa, perché, come si disse manca un sacerdote stipendiato che ne sia a ciò obbligato e quindi anche sotto questo aspetto si presenta necessario e morale che il danaro in parola venga impiegato nella celebrazione di messe in Croviana, a mezzo di Sacerdoti e dei reverendi Padri Capuccini, e riuscirebbe anzi di vero scandalo nel paese se si venisse a conoscere che le suddette Corone si dovettero spedire a codesto Ordinariato privando in tal modo la buona e cristiana popolazione dalle messe, di cui di tutto cuore avrebbe voluto intervenire.
Qualche parte poi dell'importo in parola deve essere anche impiegato in restauri e lavori dietro la Cappella. In vista di tutto ciò che la sottoscritta Rappresentanza Comunale di Croviana si rivolge a codesto P.V.Ordinariato pregando e chiedendo che sia levato all'Amministratore l'ordine di rimettere il sudetto importo e che gli venga ordinato di impiegare da prima in restauri della Capella ed il rimanente nel far celebrare nella stessa tante sante Messe e di giustificare con sollecitudine l'esatta esecuzione.
La sottoscritta Rappresentanza spera che verrà esaudita perché la sua domanda si appoggia alla volontà del testatore...
" e ancora in un'altra lettera datata 6 settembre 1901 viene scritto  "L'amore dimostrato dal Pezzen a questa popolazione con la fondazione, non lascia dubitare che egli non volesse favorirla anche nella pietà, coll'offrire comodità della messa quotidiana nella sua Cappella. Ciò non solo già nel 1720 il paese fu privato degli alunna-ti, ma ora si vede mancare anche la messa, la quale già non si celebra da circa due anni, fuorché la festa a carico del Comune. 
Il 23 novembre 1901  fu permessa la celebrazione di 2 Messe alla settimana per tre anni del Beneficio Pezzen. 
1905. Da circa un anno il paese è privo della Santa Messa domenicale e festiva. Convocata questa rappresentanza, per secondare i desideri di tutta la popolazione, delibera e nel medesimo tempo autorizza il 1° consigliere Cesare Taddei e il rappresentante Angeli Giovanni a recarsi ai M.R.Padri Cappuccini di Terzolas, o con questi convenirsi in proposito.
Non potranno i sunnominati abbassare la cifra a 6 Corone, quale contributo da versarsi a quei reverendi a titolo di elemosina e compenso di viaggio per celebrare di cadauna messa, escluso le quattro, cioè S. Antonio in Gennaio, S. Biagio, le Ceneri e S. Giorgio quando quest'ultimo non cada in giorno di festa o domenica. 
1843 - Restauro campanile
21 marzo 1925 - Restaurazione del coperto della Chiesa
"Trattandosi di chiesa di valore storico e artistico, si deve conservarle l'attuale carattere del coperto in tavolette di larice e triplice sovrapposizione"
1927 - Restauro chiesa
1942- Sistemazione chiesa
"E stato rinnovato tutto l'intonaco delle pareti e del soffitto gotico della navata e lasciato così allo stato greggio e naturale. Nel soffitto furono ripuliti i costoloni di pietra e lungo gli stessi fu fatto correre un dentello rosso e nero di bell'effetto e di sapore cinquecentesco, qua e là disseminati, così quasi alla rinfusa, dei fiori e delle erbe alpine. La Cappella dei Conti Pezzen ebbe pure tinteggiate le pareti in modo da far spiccare l'altare e le belle decorazioni della volta.

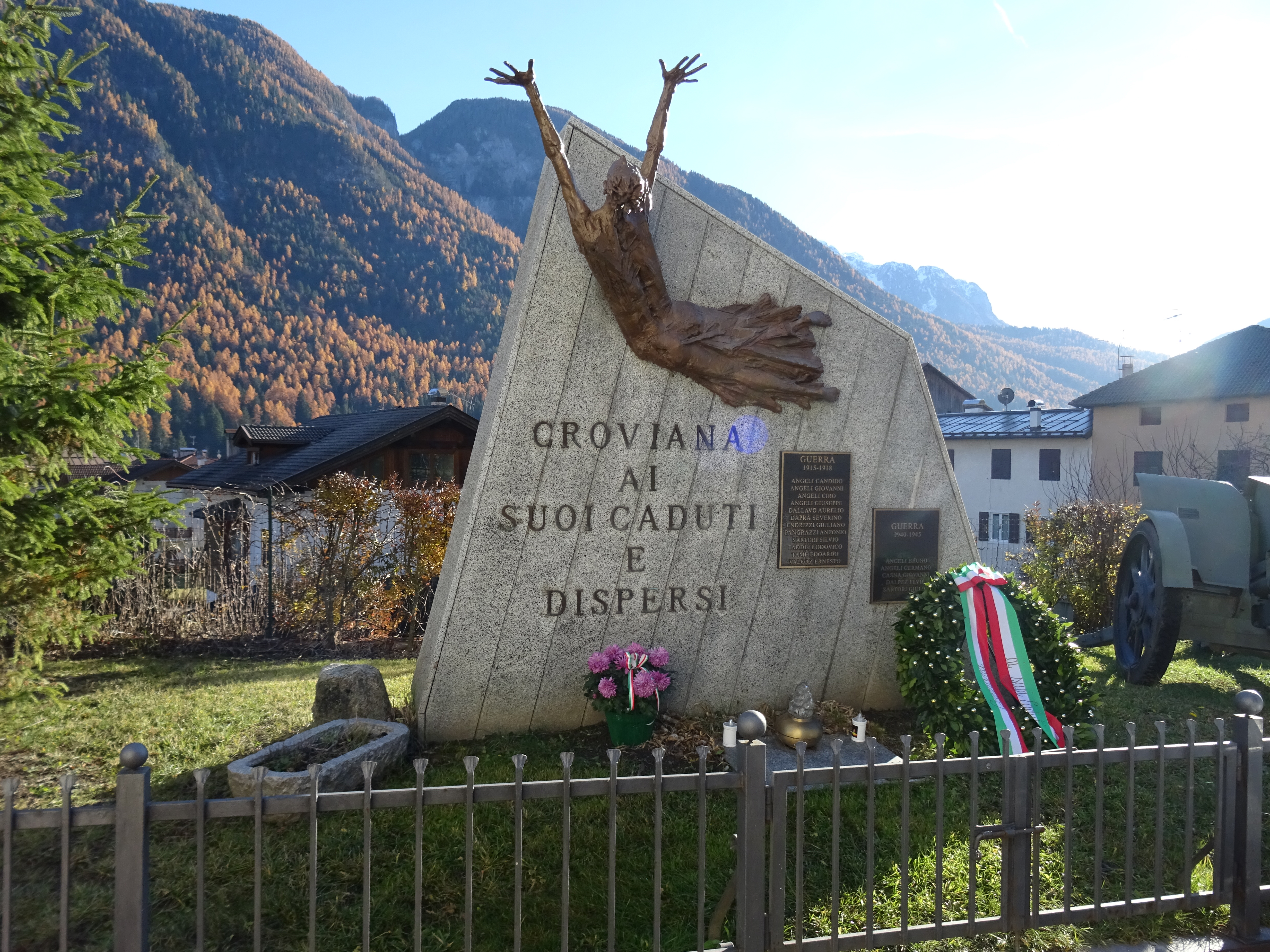
Monumento ai Caduti di Croviana

Inoltre a fianco alla chiesa c'è un Monumento ai caduti, che ricorda le vittime della Prima guerra mondiale e della Seconda guerra mondiale del paese di Croviana.

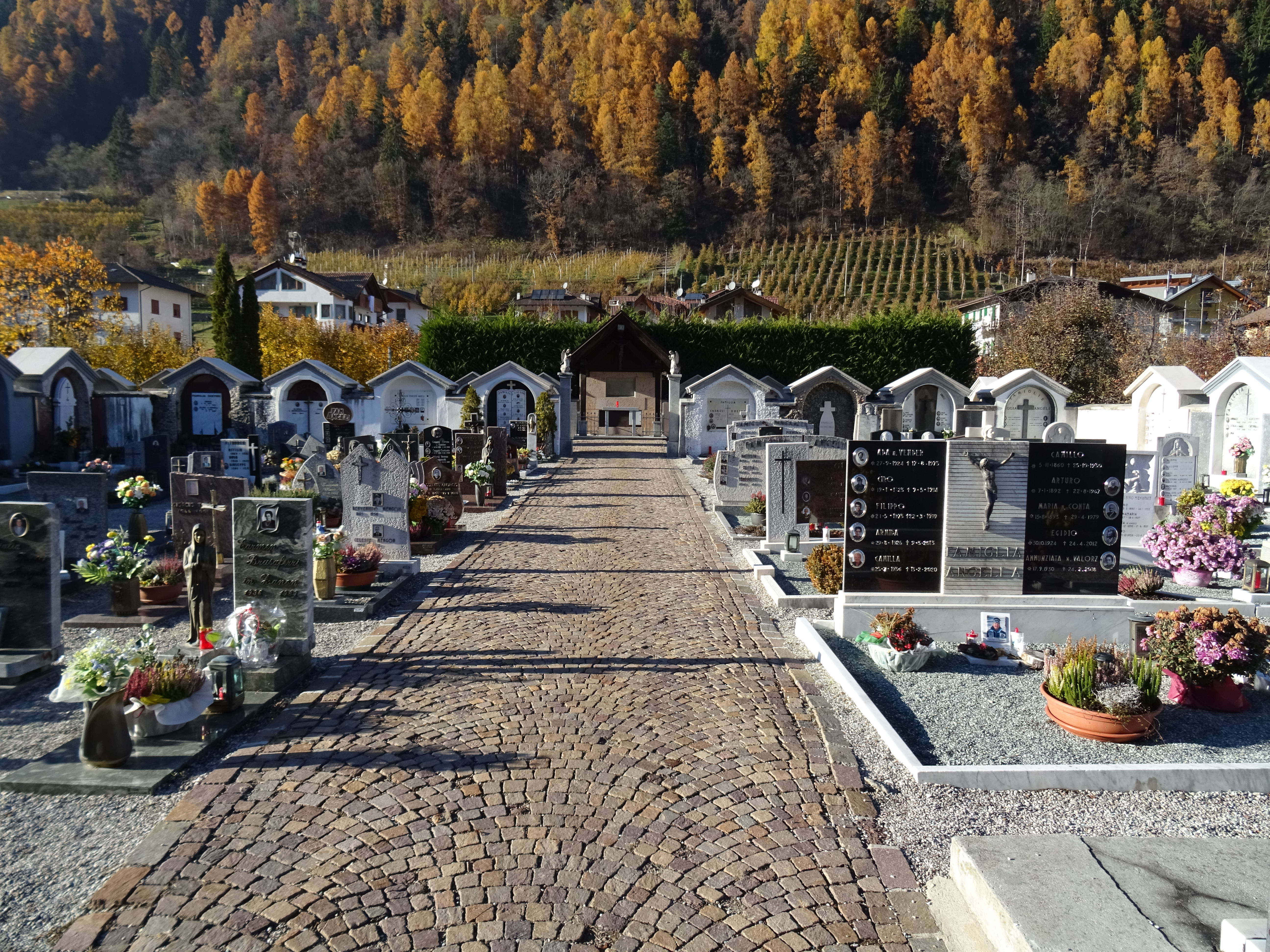
Cimitero di Croviana

Più a nord della chiesa e del paese c'è il Cimitero di Croviana, dove sono sepolti i defunti del paese

## Descrizione

### Esterni
La chiesa di San Giorgio si trova nel centro abitato di Croviana accanto al castello Pezzen e mostra orientamento tradizionale verso est. La facciata a capanna con due spioventi è caratterizzata dai due imponenti contrafforti che la racchiudono. Su quello di destra è posta la lapide in memoria dei caduti durante la prima guerra mondiale. Al portale si accede attraverso una breve scalinata con tre gradini. Di fianco all'ingresso vi sono due piccole finestre rettangolari con inferriate e sotto quella di destra si trova una pietra tombale risalente al 1551. Superiormente, in asse, si apre la finestra di ampie dimensioni che porta luce alla sala. La parte superiore della facciata è decorata col grande dipinto murale che raffigura San Giorgio e l'ambiente attorno a castel Caldes. La torre campanaria si alza in posizione leggermente arretrata sulla destra, la sua cella si apre con quattro finestre a monofora e la coperura apicale ha la forma di piramide acuta a base quadrata.

### Interni
La navata interna è unica con volta reticolata. Le decorazioni riportano motivi floreali. Di particolare valore storico e artistico è la cappella laterale della nobile famiglia dei Pezzen, che hanno fatto mettere in più punti il loro stemma. Le decorazioni ad affresco raffigurano scene della vita di Maria. L'altare maggiore in legno risale al 1613, e venne commissionato dai Pezzen.

## Servizi
- Parcheggio
- Servizi igienici
- Chiesa accessibile ai disabili.